# Brande
Brande är ett stationssamhälle i Ikast-Brande kommun i Region Mittjylland i Danmark. Antalet invånare är 7 207 (2017). I samhället ligger Brande kyrka som uppfördes under senare delen av 1100-talet. Brande Å flyter igenom samhället.

## Historia
Fram till 1 januari 2007 var Brande centralort i gamla Brande kommun.

## Företag
Här finns Bonus Energy A/S, numera Siemens Wind Power., samt Bestseller A/S och BTX Group.

### Fotnoter
1. ↑  Mätning på ”SDFE kortviewer”. SDFE. Arkiverad från originalet den 13 november 2020. https://web.archive.org/web/20201113052319/https://sdfekort.dk/. Läst 4 december 2017.
2. 1 2  ”Folketal 1. januar efter byer og tid”. Danmarks statistik. http://www.statistikbanken.dk/BY1. Läst 4 december 2017.
3. ↑  ”Arkiverade kopian”. Arkiverad från originalet den 26 februari 2012. https://web.archive.org/web/20120226123458/http://www.powermag.com/renewables/wind/Bonus-to-Siemens_972.html. Läst 30 januari 2014.
4. ↑  http://www.btx-group.com